# Ilyushin Il-78

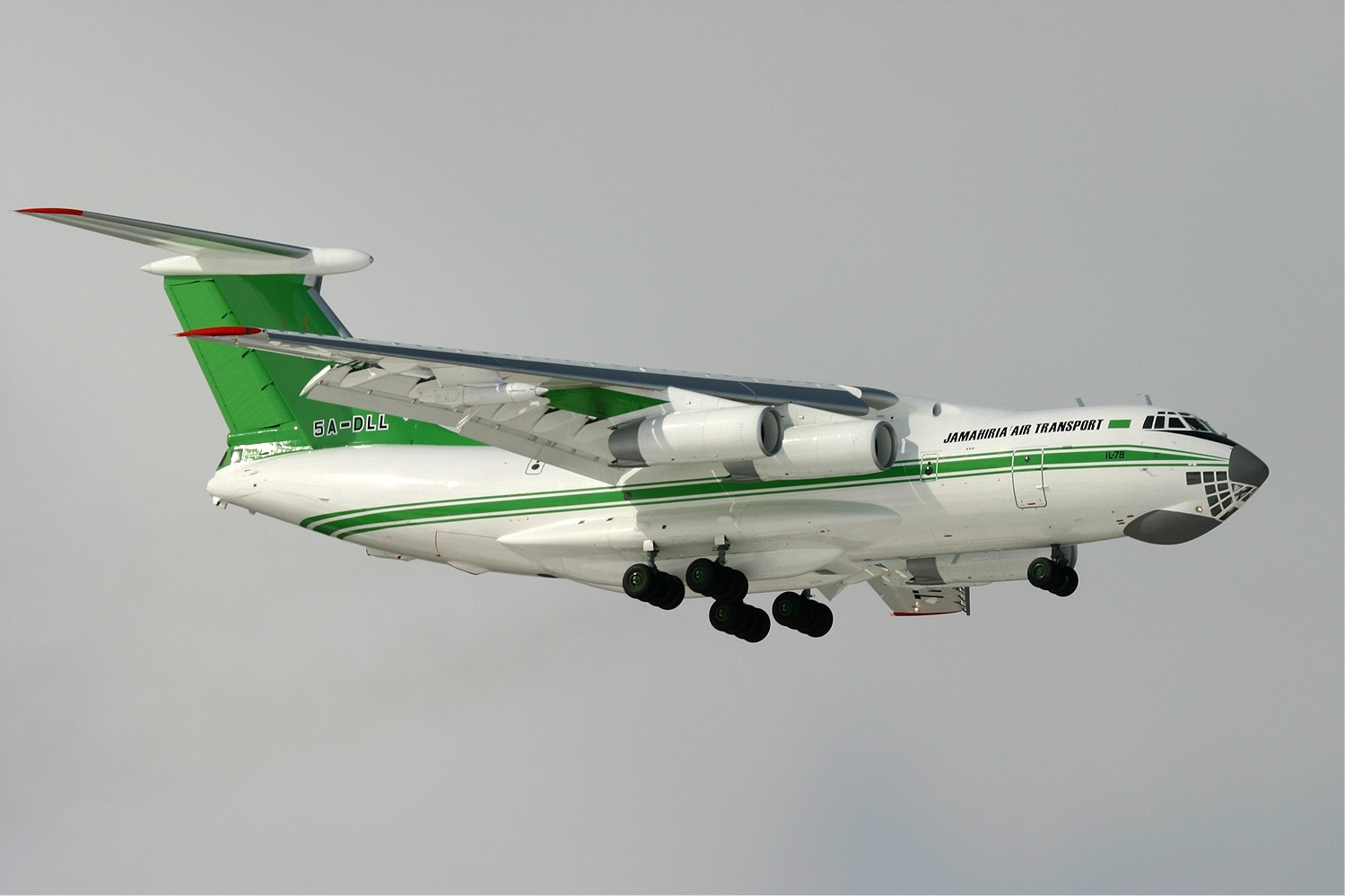
Um Il-78 da Jamahiriya Air Transport (2005)

O Ilyushin Il-78 (Nome na OTAN: Midas) é um avião para reabastecimento em voo quadrimotor baseado em seu "irmão" Il-76.

## Projeto e Desenvolvimento

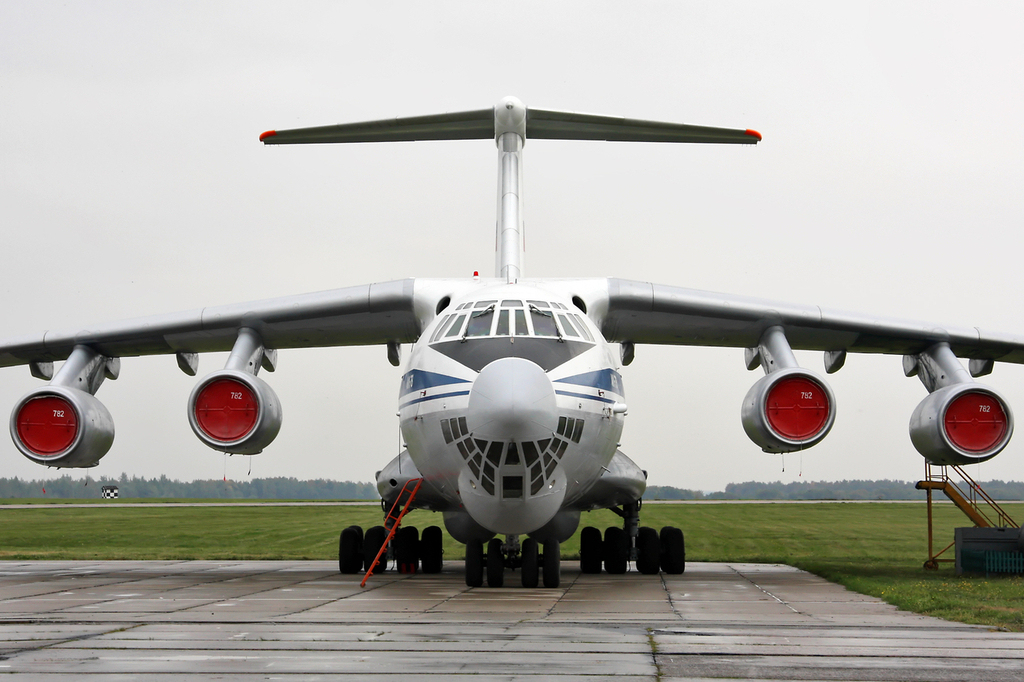
IL-78 Midas do 203º Regimento de Reabastecimento Aéreo

O Il-76 para carregamento de combustível foi concebido em 1968, mas a quantidade de combustível transferível na versão inicial era de apenas 10 toneladas, o que era insuficiente, então seu projeto foi arquivado. Quando o Il-76 teve sua performance melhorada, tornou-se interessante o projeto do tanker e o mesmo foi reiniciado em 1982, e foi chamado de IL-78.
Além do aumento no combustível transferível neste último modelo do IL-76, o IL-78 possui dois tanques de combustíveis removíveis com capacidade de 18.230 litros instalado no porão de carga, permitindo a transferência de 85.720 kg (com os tanques adicionais) ou 57.720 kg (sem os tanques). Controlado da posição do atirador, retirando-se o equipamento militar, três aeronaves podem ser reabastecidas simultaneamente das estações de reabastecimento UPAZ-1A (IL-78) / UPAZ-1M (IL-78M) de 26m equipados nos bordos de fuga das asas e na fuselagem traseira. No solo, quatro aeronaves podem ser reabastecidas utilizando mangueiras convencionais estendidas do porão de carga. Devido ao altíssimo Peso Máximo de Decolagem (MTOW), o que em uma emergência significaria pousos com excesso de peso além do permitido, o IL-78 tem um sistema de alijamento de combustível com as portas de saída do sistema instalados nas pontas das asas.

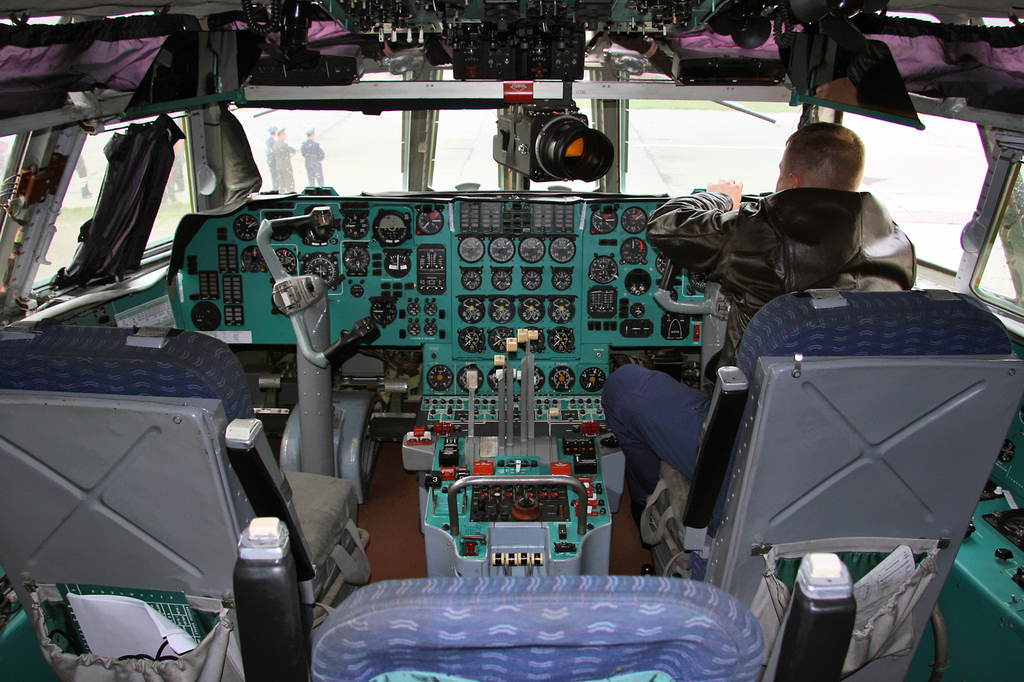
Cabine de comando do IL-78 Midas

Logo após os testes de aceitação do IL-78 em 1984, a Ilyushin foi instruída para projetar e produzir uma versão melhorada da aeronave, que seria conhecida como IL-78M. O IL-78M é um avião dedicado para reabastecer aeronaves em voo e não pode ser facilmente convertido para uso de transporte de outros tipos de carga. Adicionando um terceiro tanque no porão, aumentou a quantidade transferível para 105.720 kg e um MTOW de 210.000 kg, necessitando de um reforço na caixa de torção da asa. Os sistemas de reabastecimento UPAZ-1M aumentou o fluxo máximo de combustível para 2.900 l/min. Pelo fato de o Il-78M não ser "conversível", todo o equipamento de manejamento de carga e portas de carga foram retiradas, tendo uma diminuição de cerca de 5.000 kg em seu peso estrutural.
As primeiras versões do Il-78 possuem um abastecedor montado na parte traseira da fuselagem, em um suporte horizontal, mas o Il-78M teve esse sistema removido da fuselagem e adicionado às asas. Esta modificação serviu para isolar o abastecedor da turbulência gerada pela fuselagem. Alguns IL-78 foram produzidos nas cores da Aeroflot e com registros civis, mas os IL-78M receberam registros, marcas e cores militares.
A maioria dos vinte IL-78 na Força Aérea da Ucrânia foram convertidos permanentemente para transporte, tendo os tanques do porão e os equipamentos de reabastecimento removidos.

## Versões

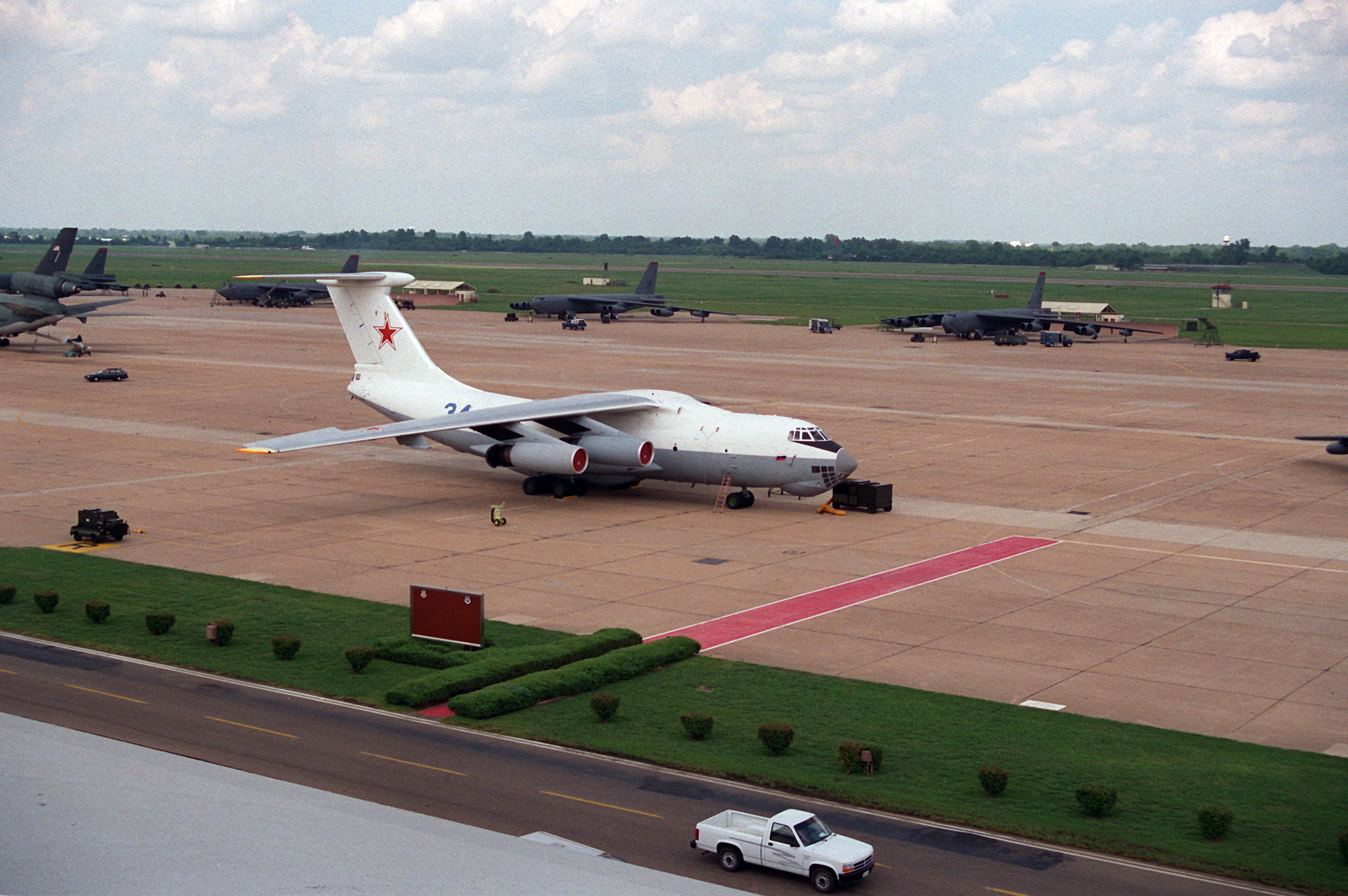
Um IL-78 Midas em exibição na linha de voo em apoio à visita russa, Base Aérea de Barksdale, Louisiana (La) Estados Unidos da América (EUA)

Il-78
O Il-78 foi a versão de produção inicial com dois tanques removíveis na fuselagem e uma quantidade máxima transferível de 85,72 toneladas de combustível.
Il-78T
Designação alternativa para o Il-78 devido à retenção de todo o equipamento de manejo de carga e porão de carga "conversível".
Il-78M
O Il-78M entrou em serviço em 1987 como um avião dedicado para o reabastecimento de aeronaves equipado com três tanques permanentes na fuselagem, um peso máximo aumentado para 210 toneladas, sem porta de carga ou equipamento para manejo de carga. A rampa de carga existe, mas não é funcional. Uma capacidade de combustível total de 138 toneladas, das quais 105,7 toneladas são transferíveis.
Il-78ME
Versão para exportação do Il-78M.
Il-78MKI
Versão personalizada do Il-78ME para a Força Aérea da Índia. Estes aviões produzidos no Uzbequistão são equipados com sistemas de transferência de combustível israelita e pode reabastecer de 6 a 8 Sukhoi Su-30MKI em uma única missão.
Il-78MP
Versão de múltiplas tarefas para reabastecimento em voo ou transporte militar, com tanques de combustível removíveis no porão de carga e sistemas UPAZ de reabastecimento, para a Força Aérea do Paquistão.

## Operadores

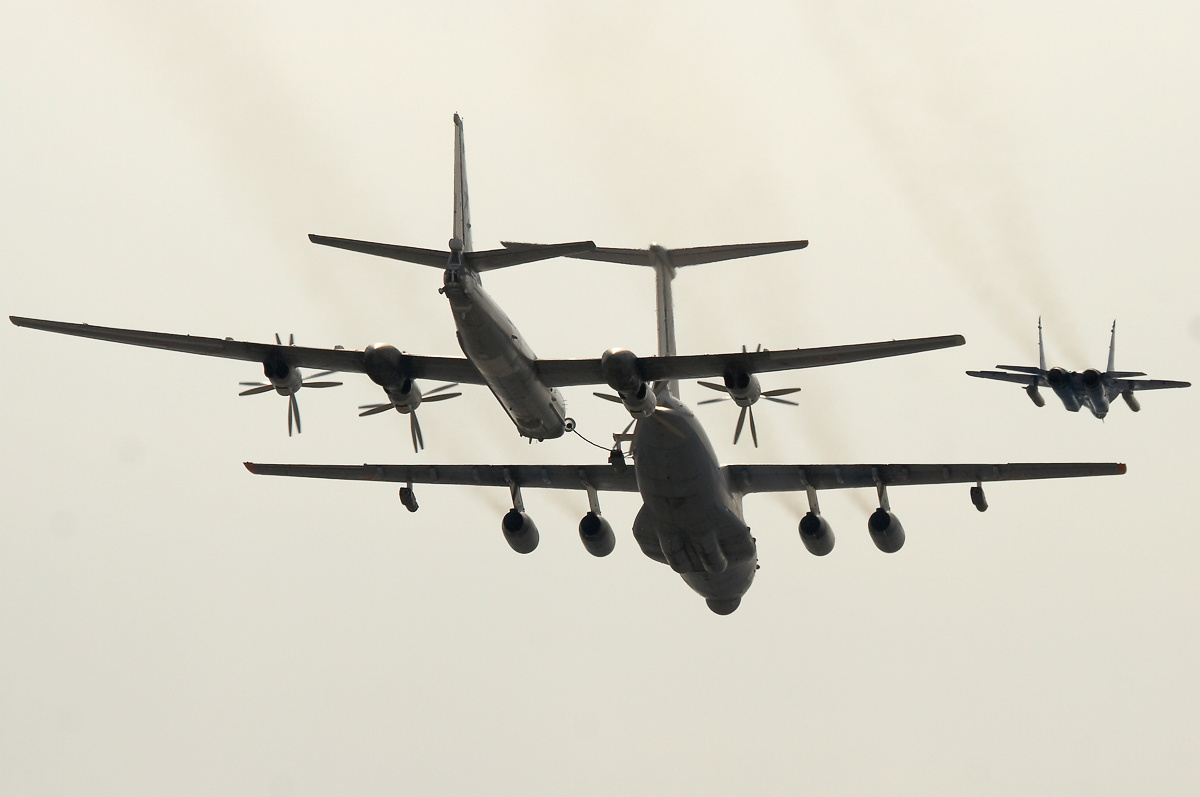
Um Tu-95MS simulando um reabastecimento aéreo com um Ilyushin Il-78 durante uma apresentação em Moscou em 9 de Maio de 2008.

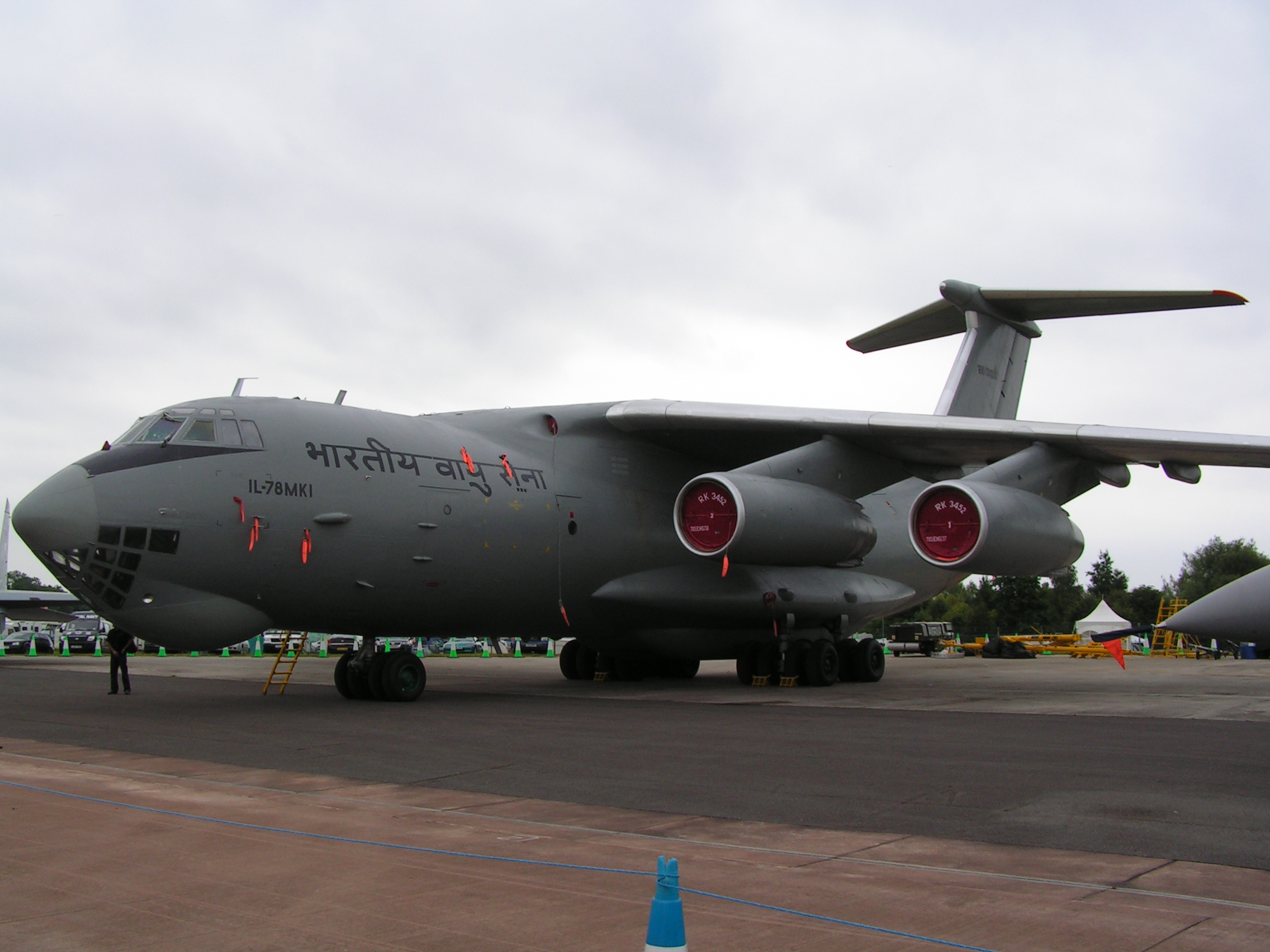
Il-78MKI em serviço na Força Aérea da Índia.

Em 14 de Março de 2009, 34 Il-78 continuam em operação.
 Argélia
- Força Aérea da Argélia

 Índia
- Força Aérea da Índia - opera 6 Il-78MKI (até Fevereiro de 2011). A Força Aérea da Índia refere-se à aeronave como "MARS", sigla de Mid Air Refuelling System.[carece de fontes?] O Il-78 e o Airbus 330 MRTT estão competindo na compra de US$1 bilhão para seis aeronaves reabastecedoras. O resultado é esperado para 2012.[8]

 Líbia
- Força Aérea da Líbia

 Paquistão
- Força Aérea do Paquistão - 4 Il-78MP encomendados dos estoques de aeronaves Ucranianas de reserva, equipados com tanques removíveis e sistemas UPAZ,[5][6] sendo os 4 primeiros aviões entregues em Dezembro de 2009.[6][9] Um total de 4 Il-78MP foram entregues à PAF até Maio de 2012. Pode ser utilizado nas versões para transporte ou reabastecedor.[10]

 Rússia
- Força Aérea Russa opera 19 aeronaves no 203º Regimento.[11]

 Ucrânia
- Força Aérea da Ucrânia opera 8 aeronaves.[12]

### Histórico Operacional
Todos os Il-78 da Força Aérea Russa são parte do 203º Regimento "Orlovski", de reabastecedores, baseado na Base Aérea de Dyagilevo.

### Operadores Potenciais
- Venezuela[13]

## Ver Também
- Desenvolvimento relacionado
  - Ilyushin Il-76

- Aeronaves similares
  - Vickers VC-10
  - KC-135 Stratotanker
  - KC-10 Extender

## Ligações Externas
- Il-78 no website "aviation.ru"
- Museu do 203º Regimento (em russo)
- Função do IL-78 na Força Aérea do Paquistão www.PAFwallpapers.com
- IL-78MKI Midas na base de dados de Militares Indianos